# Seegräben
Seegräben est une commune suisse du canton de Zurich, située dans le district de Hinwil.

Photo aérienne prise à 300 m par Walter Mittelholzer (1919).